# Alfa i Omega (escultura)
Alfa i Omega és una escultura de l'artista Rafael Bartolozzi, que es va col·locar el 1999 a la platja de Baix a Mar, del municipi de Torredembarra (Tarragonès), amb motiu de la trobada d'alcaldes i alcaldesses dels Països Catalans per commemorar els 20 anys d'ajuntaments democràtics, esdevenint una de les siluetes més emblemàtiques de l'skyline marítim de la Costa Daurada. L'escultura era una estructura metàl·lica, de 12 metres d'alçada i de 6.900 quilograms aproximadament. Es va col·locar sobre 'el Bloc', un peu de formigó situat mar endins, a pocs metres de la costa, que des del 1962 sostenia una estructura de ferro, anomenada la Piràmide, que servia per a varar les barques a la platja mitjançant cables i politges.
L'escultura es va desmuntar l'any 2018 a causa del deteriorament del material, per l'efecte corrosiu de l'aigua de mar. El 2022, l'Ajuntament de Torredembarra va fer una consulta als ciutadans, per tal de triar quina estructura volien col·locar de nou: la Piràmide o Alfa i Omega. Va guanyar la segona opció, pel 60% dels vots. L'Ajuntament va decidir doncs encarregar una rèplica d'Alfa i Omega, amb un material més resistent a la corrosió, que el 2023 encara estava pendent d'aprovació del pressupost.